# Lédat
Lédat ist eine französische Gemeinde mit 1.430 Einwohnern (Stand: 1. Januar 2022) im Département Lot-et-Garonne in der Region Nouvelle-Aquitaine. Sie gehört zum Arrondissement Villeneuve-sur-Lot und zum Kanton Villeneuve-sur-Lot-1.

## Geografie
Lédat liegt am Fluss Lède. Der Fluss Lot begrenzt die Gemeinde im Süden. Umgeben wird Lédat von den Nachbargemeinden Pailloles im Norden und Nordwesten, Castelnaud-de-Gratecambe im Norden und Nordosten, Villeneuve-sur-Lot im Osten, Bias im Süden sowie Casseneuil im Westen.

## Bevölkerungsentwicklung
| Jahr      | 1962 | 1968 | 1975 | 1982 | 1990 | 1999 | 2010 | 2018 |
| Einwohner | 503  | 481  | 523  | 674  | 747  | 896  | 1260 | 1404 |

## Sehenswürdigkeiten
- Kirche Saint-Géraud aus dem 14. Jahrhundert
- Kirche Saint-Martin im Ortsteil Campagnac